# Узники Лейно
Узники Лейно — группа из 20 человек, выданных Финляндией СССР в 1945 году и много лет проведших в советских лагерях и тюрьмах.

## Запрос об экстрадиции и задержание
После подписания в в сентябре 1944 года Финляндией и СССР Московского перемирия в Финляндии действовала Союзная контрольная комиссия в Финляндии, возглавляемая советским генерал-полковником Андреем Ждановым. После парламентских выборов в марте 1945 года три министра-коммуниста вошли в новое правительство, назначенное 17 апреля. Одним из них был Юрьё Лейно (фин. Yrjö Leino), получивший важный портфель министра внутренних дел.
Поздно вечером 20 апреля 1945 года, когда Лейно занимал пост министра всего лишь четвёртый день, по телефону от него потребовали срочно явиться в контрольную комиссию в отеле Торни. По своей неопытности он попросил только главу финской полиции (Вальпо) Николая Саарнио сопровождать его. Описания Лейно и Саарнио событий в Торни известны и в основном совпадают.
Лейно приехал в гостиницу Торни около 23:00, где был принят заместителем председателя Контрольной комиссии генерал-лейтенантом Григорием Савоненковым и подполковником А. Н. Фёдоровым. Савоненков строго сообщил, что комиссия по наблюдению раскрыла тайную террористическую организацию, и вручил Лейно список имён 22 человек и письмо за подписью Жданова, в котором требовалось арестовать указанных лиц на основании статьи 13 Соглашения о перемирии и передать их комиссии. Ценное имущество названных лиц также подлежало конфискации и передаче.
Полное содержание письма было следующим (обратный перевод с финского):
Контрольная комиссия  направляет Вам список лиц, совершивших военные преступления, шпионивших по приказу немцев и занимавшихся террористической деятельностью против Советского Союза, для немедленного ареста и надзора за этими лицами в соответствии со статьей 13 Мирного договора. Учитывая, что указанные в списке лица являются очень опасными преступниками, прошу Вас, господин министр, после задержания этих лиц немедленно передать их Контрольной комиссии — председатель Контрольной комиссии генерал-полковник А. Жданов
Статья 13 мирного соглашения, упомянутая в письме, обязывала Финляндию оказывать помощь союзникам в аресте и вынесении приговоров лицам, обвиняемым в военных преступлениях. По его собственным словам, Лейно спросил мнение Саарнио, и, по его мнению, у них не было другого выбора, кроме как подчиниться приказу и провести аресты. Все люди в списке были Лейно совершенно неизвестны. Лейно приказал начальнику полиции Хельсинки Эрику Габриэльссону и городскому управлению полиции помочь государственной полиции («Punainen Valpo») в арестах. Фёдоров также руководил и инструктировал работы. Власти действовали быстро, и лица, названные Контрольной комиссией, были арестованы в своих домах и квартирах в разных частях Хельсинки в течение следующей ночи и были собраны в помещении Валпо на Ратакату. Их не допросили и причину ареста не назвали. Среди тех, кто был в списке, Унто Парвилахти уже был превентивно заключён под стражу в сентябре 1944 года и был доставлен на Ратакату из тюрьмы Катаянокка.
Арестованных передали Контрольной комиссии рано утром следующего дня. В наручниках их перевезли в финской полицейской машине, охраняемой сотрудниками НКВД, в аэропорт Малми, где их встретил Жданов. Когда Жданов спросил офицера, сопровождавшего пленных, как прошла операция, тот ответил: «Очень хорошо». Заключённых переправили из Мальма в Советский Союз на двух самолётах DC-3. Один из самолётов вылетел прямо в Москву, другой сделал посадку в Ленинграде. Лишь позже в тот же день Лейно узнал, что арестованных уже вывезли из Финляндии. В своих мемуарах «Коммунист на посту министра внутренних дел» (1958) он говорит, что в разговоре между ним и Савоненковым об этом не было сказано ни слова. Кроме того, он заявил, что выдал лишь ордер на арест, а не экстрадицию за границу. Исследователь Пекка Кауппала предположил, что передача задержанных Контрольной комиссии и их экстрадиция были осуществлены по собственному почину некими лидерами «Punainen Valpo» (красной гвардии) без фактического приказа Лейно. Британские члены Контрольной комиссии также узнали об инциденте лишь впоследствии и осудили процедуру.
По мнению историка Эркки Веттенниеми, приказ Жданова Юрьё Лейно об аресте и экстрадиции превышал полномочия Контрольной комиссии. Сам Лейно признавался в своих мемуарах, что допустил по крайней мере формальную ошибку, заранее не сообщив о возникшей проблеме финскому правительству; Контрольная комиссия должна была стать лишь связующим органом между правительствами Финляндии и Советского Союза, а не отдавать приказы непосредственно финским властям. Однако, по мнению Лейно, на его месте любой другой должен был бы поступить точно так же, поскольку «приказ Контрольной комиссии тогда был законом». Услышав об этом деле, практически такую же позицию, как у Лейно, приняли и премьер-министр Ю. К. Паасикиви, и президент К. Г. Э. Маннергейм.

## Арест
В ночь с 20 на 21 апреля 20 человек из представленного списка (двое успели, видимо, покинуть Финляндию) были задержаны и переданы Контрольной комиссии. На самолёте они были отправлены в Москву.
Арестованные были разными по возрасту, национальности и гражданству людьми. Большинство выданных в СССР лиц составляли белые русские эмигранты, проживавшие в Финляндии, некоторые из которых получили финское гражданство. Двое были коренными гражданами Финляндии, а один — немцем по рождению. Часть была гражданами Финляндии, другие были лицами без гражданства (с нансеновскими паспортами). Экстрадированные были осуждены в Советском Союзе за различные политические преступления. Один был казнён, ещё пятеро умерли в плену. Одиннадцать человек смогли вернуться в Финляндию после смерти Иосифа Сталина в середине 1950-х годов, а двое после освобождения остались жить в Советском Союзе. Трое из вернувшихся написали мемуары о своём опыте в лагерях. Судьба 20-го «узника Лейно» Александра Калашникова не выяснена.
Дело стало достоянием финской общественности три года спустя, и в мае 1948 года парламент вынес личный вотум недоверия Лейно, что вынудило его уйти в отставку с поста министра внутренних дел. По законам Финляндии Лейно не имел права экстрадировать финских граждан за границу на основании лишь необоснованных в суде подозрений, а временное мирное соглашение не давало наблюдательной комиссии права требовать такой экстрадиции.

## В СССР
Дела переданных рассматривались дважды, сначала Особым совещанием НКВД в 1945, а затем Особым совещанием МГБ в 1947 году. По различным пунктам 58 статьи они были приговорены ОСО к срокам от 5 до 25 лет тюремного заключения.
Некоторые умерли в советских лагерях и тюрьмах, большая часть после смерти Сталина вернулась в Финляндию в 1955—1956-х годах, двое остались в СССР.

## Список «узников Лейно»

### Финские граждане
1. Борис Бьёркелунд[фин.] (1893—1976). Бывший офицер русского императорского флота. В 1920-х годах служил курьером в финском Министерстве иностранных дел. Владелец антикварного магазина. В 1947 году приговорён к 10 годам. Находился во Владимирской тюрьме, затем в лагере. В 1955 году вернулся в Финляндию. Опубликовал воспоминания о пребывании в СССР.
2. Пётр Быстреевский (1904—1948). Работник на табачной фабрике в Хельсинки. Секретарь русской организации «Звено». Во время войны служил в финской армии пропагандистом. Умер во Владимирской тюрьме.
3. Рихард Дам (1886—?). Немец. Приговорён к 5 годам. Освобождён из тюрьмы в апреле 1950 года и отправлен в ссылку в Красноярский край. Вернулся в Финляндию в 1954 году.
4. Дмитрий Дмитриевич Кузьмин-Караваев (1892—1985). Бывший ротмистр 6-го драгунского полка русской армии. Член РОВС. Приговорён к 10 годам. Освобождён в 1955 году и вернулся в Финляндию.

1. Владимир Иванович Кузнецов (1894—1947). Приговорён ОСО к 10 годам. Умер в заключении.
2. Василий Николаевич Максимов (1918—?). Переводчик в МИД Финляндии. Приговорён ОСО к 15 годам. В 1955 году освобождён и вернулся в Финляндию.
3. Юрий Антонович Нарбут (1896—1951). Водитель, бывший член НТСНП. Приговорён ОСО к 20 годам. Умер в заключении.
4. Унто Боман (Парвилахти)[фин.] (1907—1970). Во время войны служил в Финском добровольческом батальоне СС. Приговорён к 5 годам. Освобождён в 1950 году, но сразу был отправлен в ссылку в Красноярский край. Вернулся в Финляндию в 1954 году. Написал воспоминания.
5. Фёдор Фёдорович Пира (1909—?). Председатель русской организации «Звено». Приговорён к 10 годам. Вернулся в Финляндию в 1955 году.
6. Кирилл Николаевич Пушкарёв[фин.] (1897—1984). Бывший капитан царской армии. В Финляндии работал в полиции. Во время войны 1941—1944 годов был откомандирован в качестве переводчика и офицера связи к немцам и с немцами побывал на южном берегу Финского залива в оккупированных немцами Петергофе и Царском Селе. Приговорён к 25 годам. Вернулся в Финляндию в 1955 году.

### Без гражданства
1. Владимир Владимирович Бастамов (1906—1982). Работник табачной фабрики в Хельсинки. Активист русской организации «Звено». Приговорён ОСО к 20 годам. Вернулся в Финляндию в 1956 году[14].
2. Дмитрий Дмитриевич Дараган (1907—1991). Приговорён ОСО к 15 годам. Вернулся в Финляндию в 1956 году.

1. Северин Цезаревич Добровольский (1881—1946) — генерал-майор (1920, Северная область), представитель РОВС в Финляндии, принимал участие в организации переброски через советскую границу агентов РОВС с целью создания внутри СССР тайных опорных пунктов и ячеек, в сотрудничестве с Генеральным штабом Финляндии. 25 ноября 1945 года осуждён военным трибуналом Московского военного округа по статье 58-4 Уголовного кодекса и приговорён к расстрелу. По воспоминаниям соузников, отказался подавать прошение о помиловании. Был расстрелян 26 января 1946 года.
2. Максимилиан Лоудон (1889—1947). Барон. Работал водителем в посольстве Румынии. Приговорён к 10 годам. Умер в заключении.
3. Степан Максимович Петриченко (1892—1947), лидер Кронштадтского восстания. Умер в заключении.
4. Борис Поппер (Берин-Бей)[англ.] (1904—2000). Приговорён к 10 годам. Вернулся в Финляндию в 1956 году.
5. Георгий Поппер (1917–?). Приговорён к 10 годам. Вернулся в Финляндию в 1956 году.
6. Андрей Сумбатов (1906–?).  Активист русской организации «Звено». Приговорён к 10 годам. После освобождения остался в СССР.
7. Игорь Михайлович Веригин (1907–?). Активист русской организации «Звено». Приговорён к 10 годам. После освобождения остался в СССР.
8. Александр Калашников. Бывший военнопленный, не пожелавший вернуться в Советский Союз после Советско-финской войны 1939—1940 годов. У Калашникова теоретически сохранялось советское гражданство.